# Stadio Ennio Tardini
Das Stadio Ennio Tardini ist ein Fußballstadion in der italienischen Stadt Parma, Region Emilia-Romagna. Es ist die Heimstätte von Parma Calcio 1913, der ab der Saison 2024/25 in der erstklassigen Serie A spielt. Das Stadion wurde von 1922 bis 1924 erbaut und trug zunächst den Namen Stadio Comunale di Parma. Später wurde es nach Ennio Tardini benannt, dem Präsidenten der damaligen AC Parma, der den Bau initiiert hatte und kurz vor der Eröffnung verstorben war.

## Geschichte
Die Grundsteinlegung fand am 26. Dezember 1922 statt, unmittelbar nach einem 2:0-Sieg im alten Stadion gegen die Rivalen der AC Reggiana im Derby dell’Enza. Die Einweihung wurde am 16. September 1924 begangen. Anfänglich besaß die Sportstätte eine Radrennbahn und eine Sporthalle für Turnübungen. Des Weiteren fanden damals auch Rugbyspiele und Leichtathletikwettbewerbe statt. Das Ennio Tardini wurde erst Anfang der 1990er Jahre komplettiert, als die AC Parma in die Serie A aufgestiegen war, und verfügt seit 2006 über eine Kapazität von 27.906 Plätzen, die jedoch auf 21.743 Zuschauer beschränkt ist. Die Kurve der Ultràs von Parma Calcio, der Boys ’77 und des Settore Crociato, ist die Nordkurve. Der Gästesektor befindet sich in der Südkurve.
Das Stadion liegt in zentraler Lage südöstlich des Stadtzentrums und ist fast vollständig von Wohnbebauung umgeben. Im Nordwesten des Stadiongeländes befindet sich ein Vorplatz mit einem großen Eingangstor. Von den vier Tribünen sind die Haupttribüne (Tribuna Centrale) im Westen des Stadions sowie die gegenüberliegende Osttribüne (Tribuna Est) überdacht, beide Hintertortribünen (Curva Nord bzw. Curva Sud) sind unüberdacht. Aufgrund der dichten Bebauung rund um das Stadion ist die Anzahl der Parkplätze sehr begrenzt.
Anfang Mai 2024 stellte Parma Calcio 1913 Pläne für ein neues Stadio Ennio Tardini vor. Der Entwurf stammt vom Mailänder Architekturbüro Studio Zoppini aus dem Jahr 2021. Der Club wartet noch auf die Genehmigung der Stadt, nach dem Wiederaufstieg in die Serie A 2024/25. Bis zum Ende des Monats soll entscheiden werden. Bei einer positiven Entscheidung liegt es am Club, wann die Arbeiten beginnen. 2021 rechnete man mit Kosten von 140 Mio. Euro, die von Parma Calcio 1913 finanziert werden. Es soll 20.986 überdachte Sitzplätze, davon 2351 Premium-Sitze, erhalten. Des Weiteren stehen 34 Logen, neun Lounges, 20.000 m² öffentliche Freifläche zur ganzjährigen Nutzung und ein neues Fußball- und Sportmuseum auf dem Plan. Für die Errichtung sind 27 Monate Zeit angesetzt. Während der Bauarbeiten wird Parma Calcio in einem temporären Stadion spielen.

## Galerie

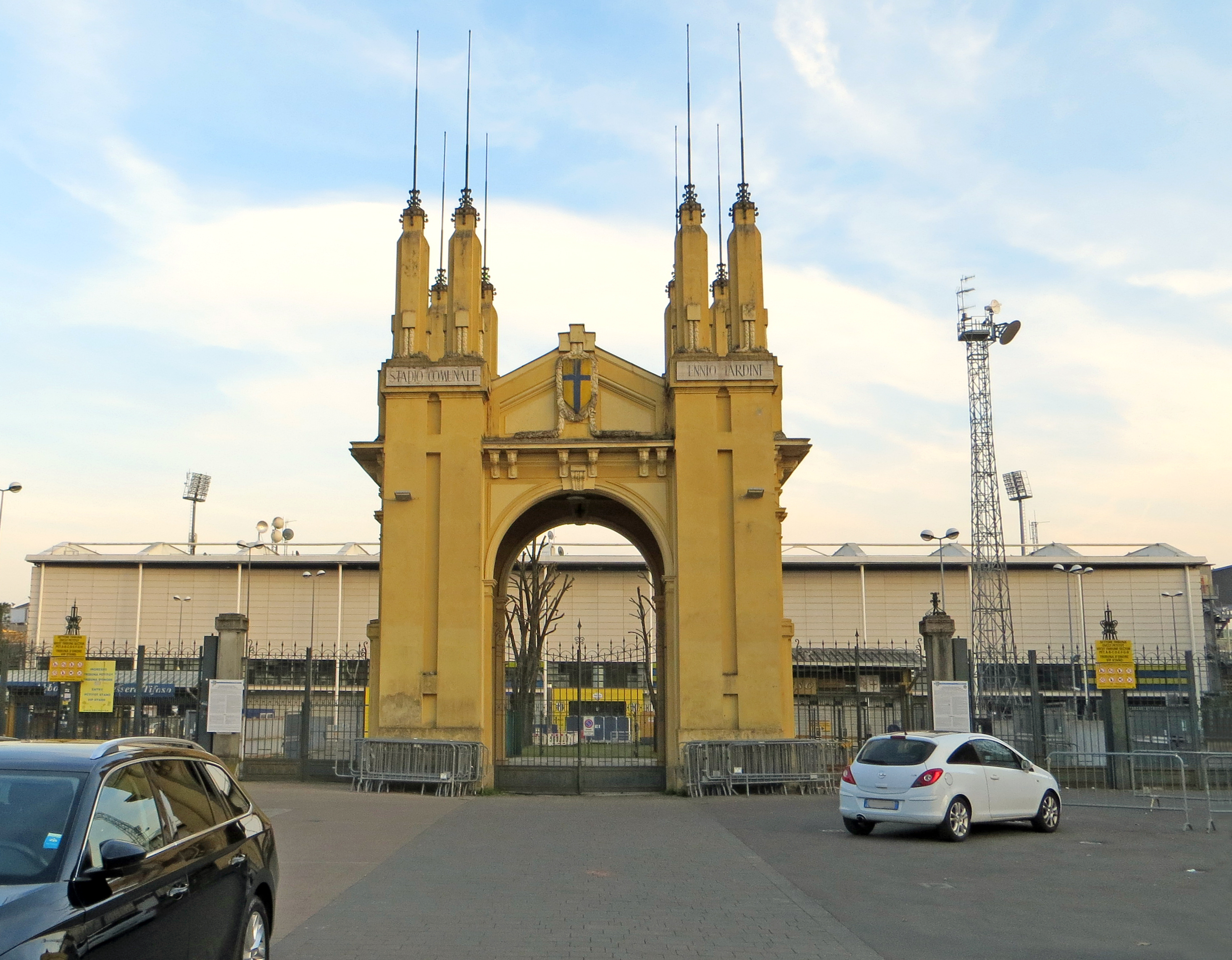
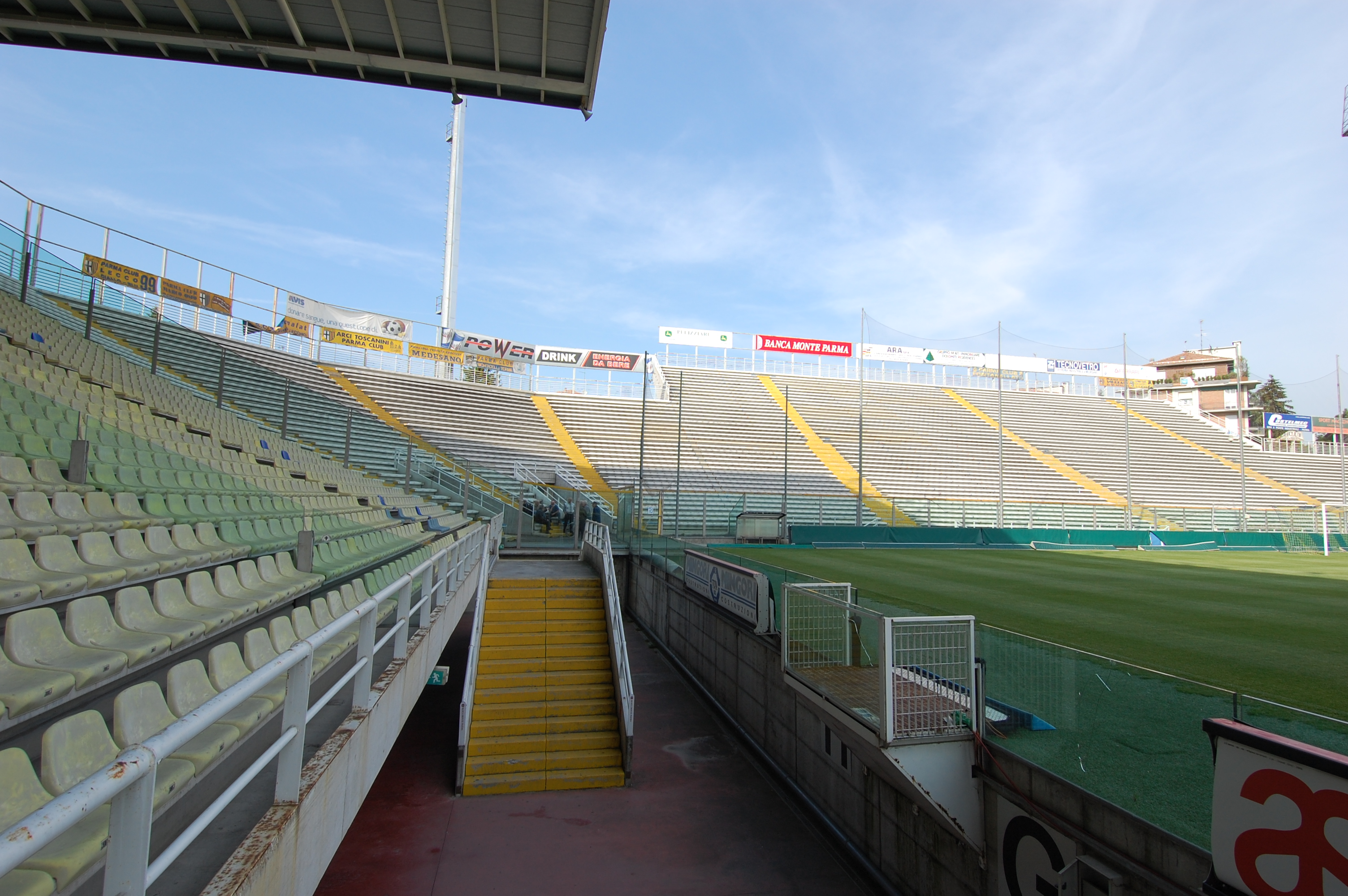
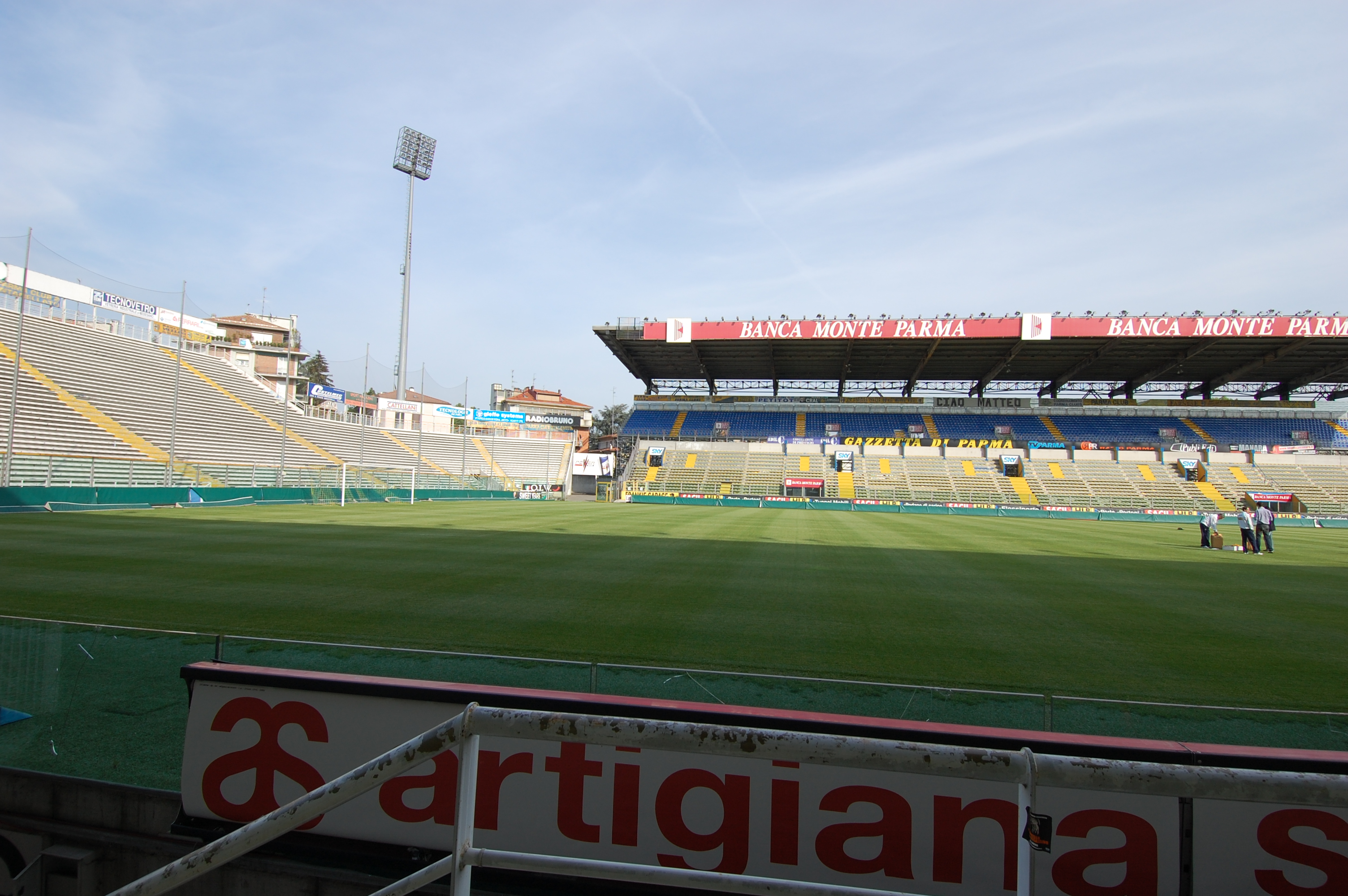
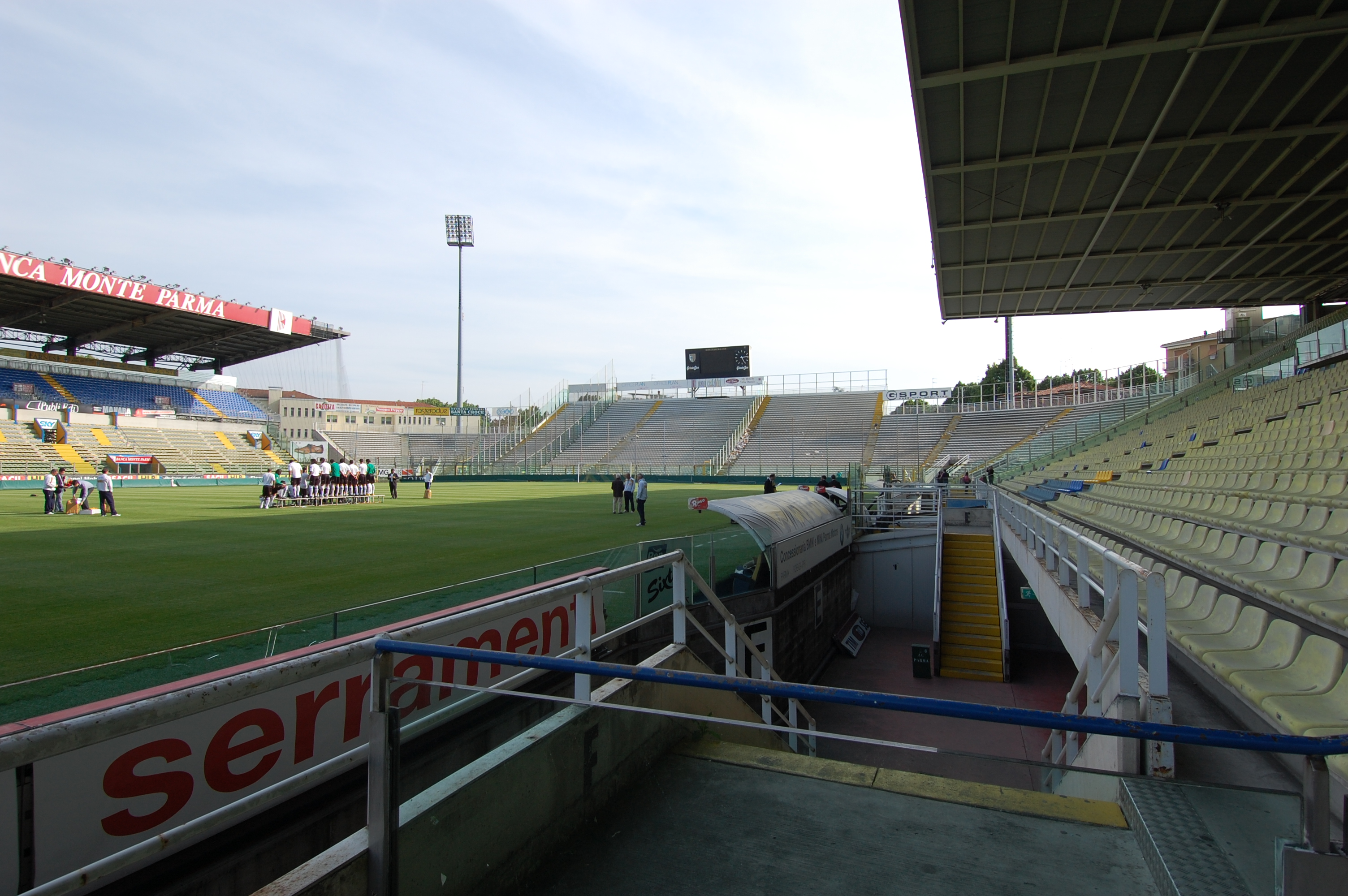
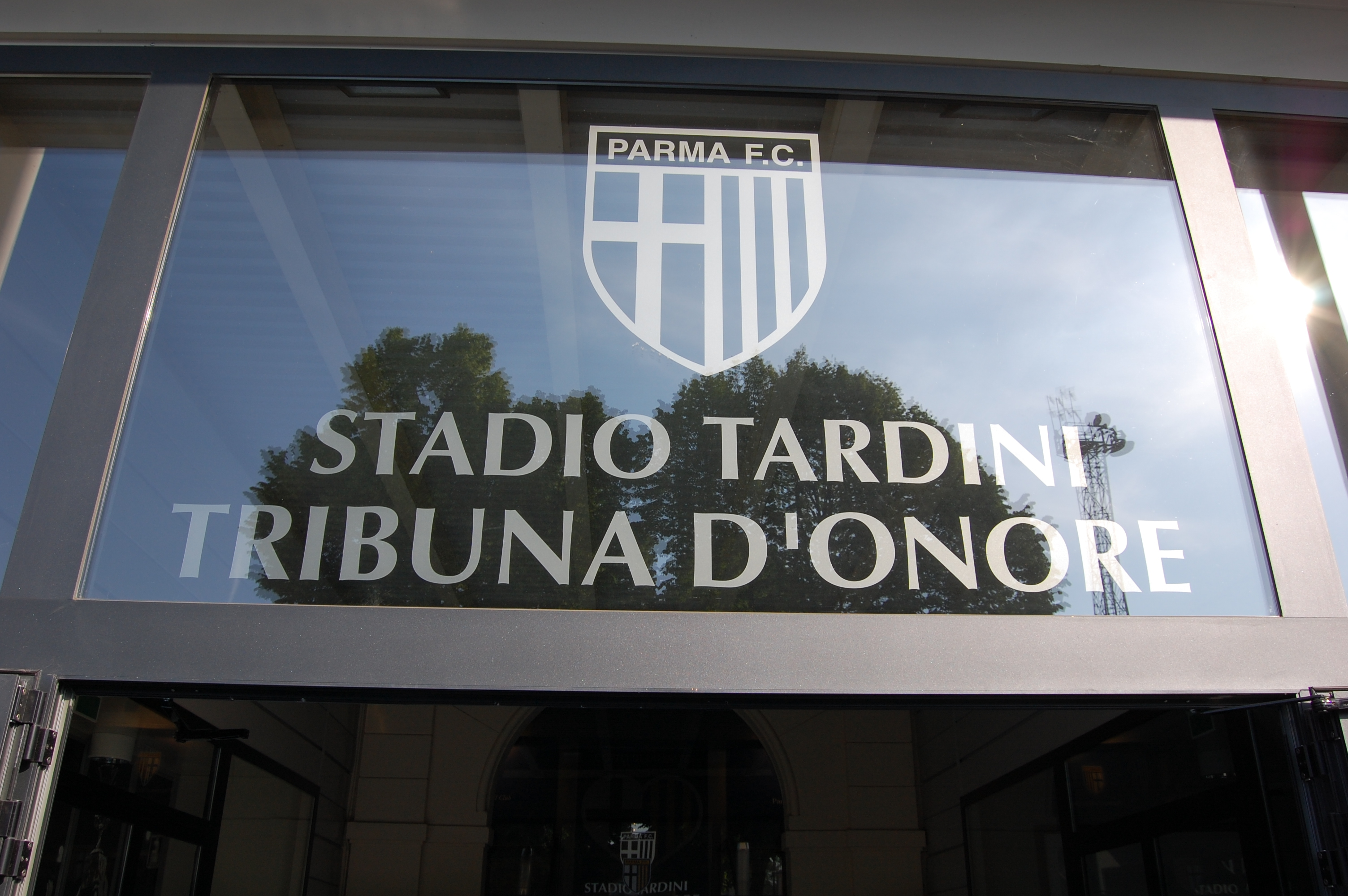
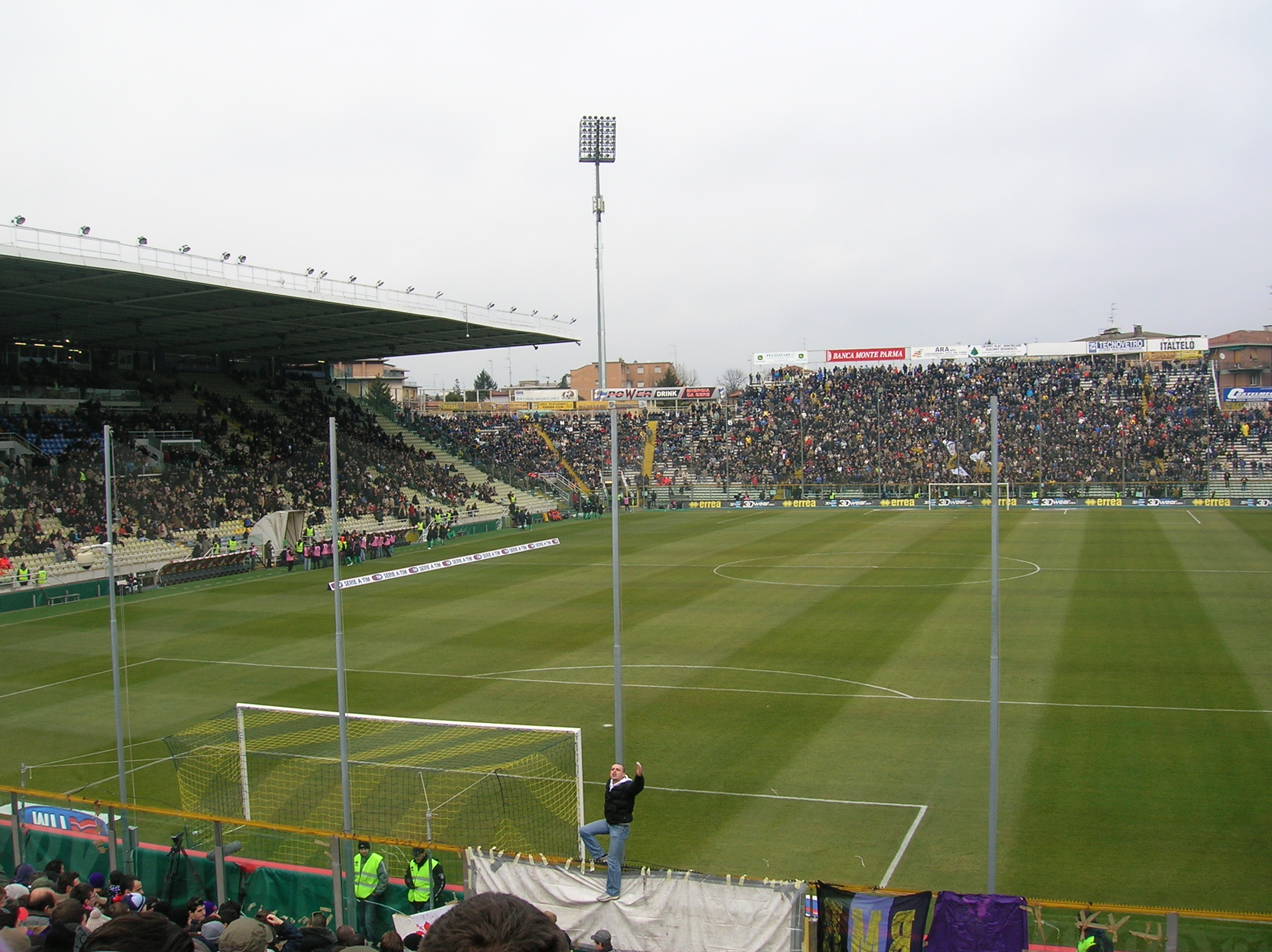
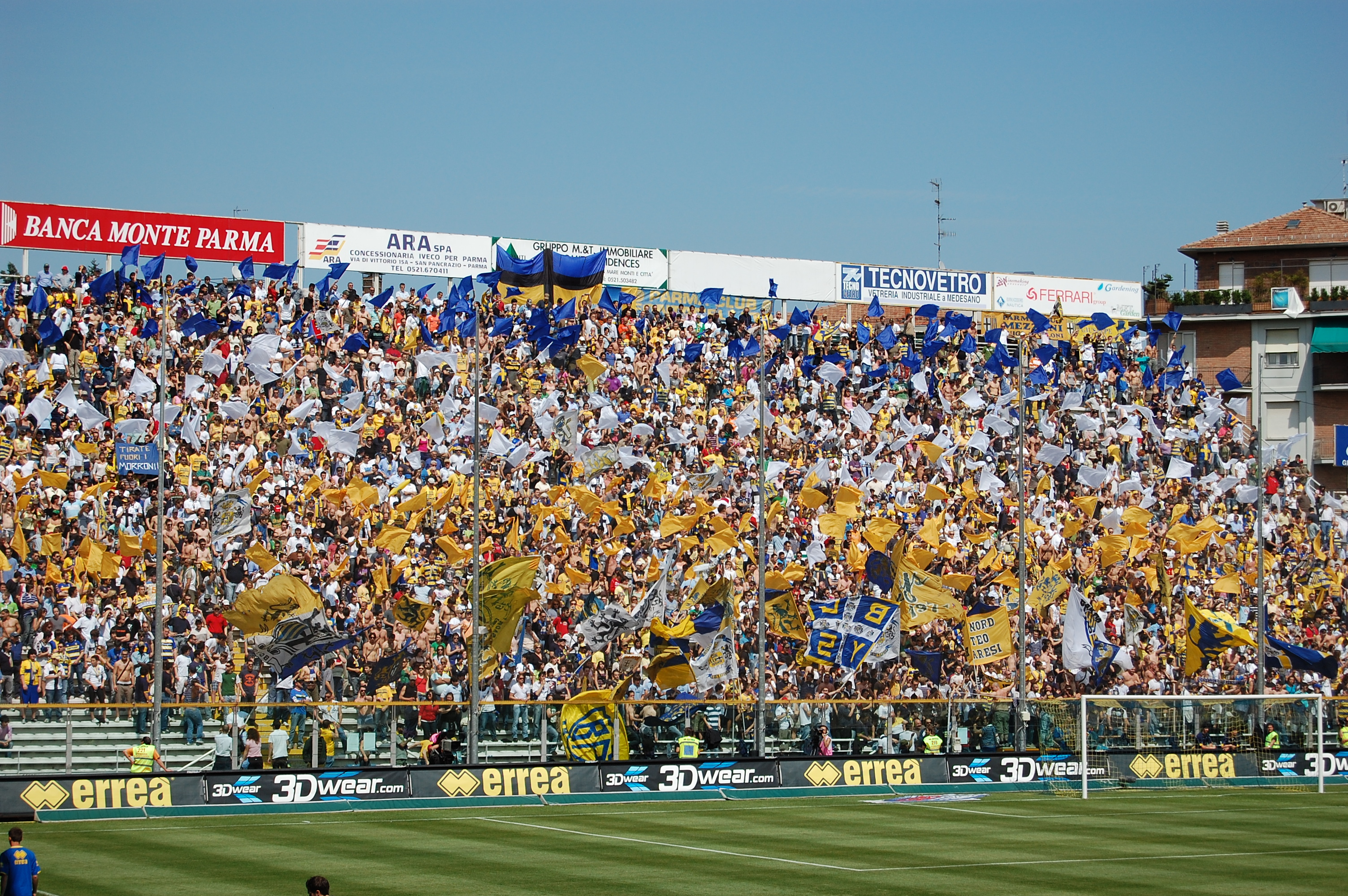
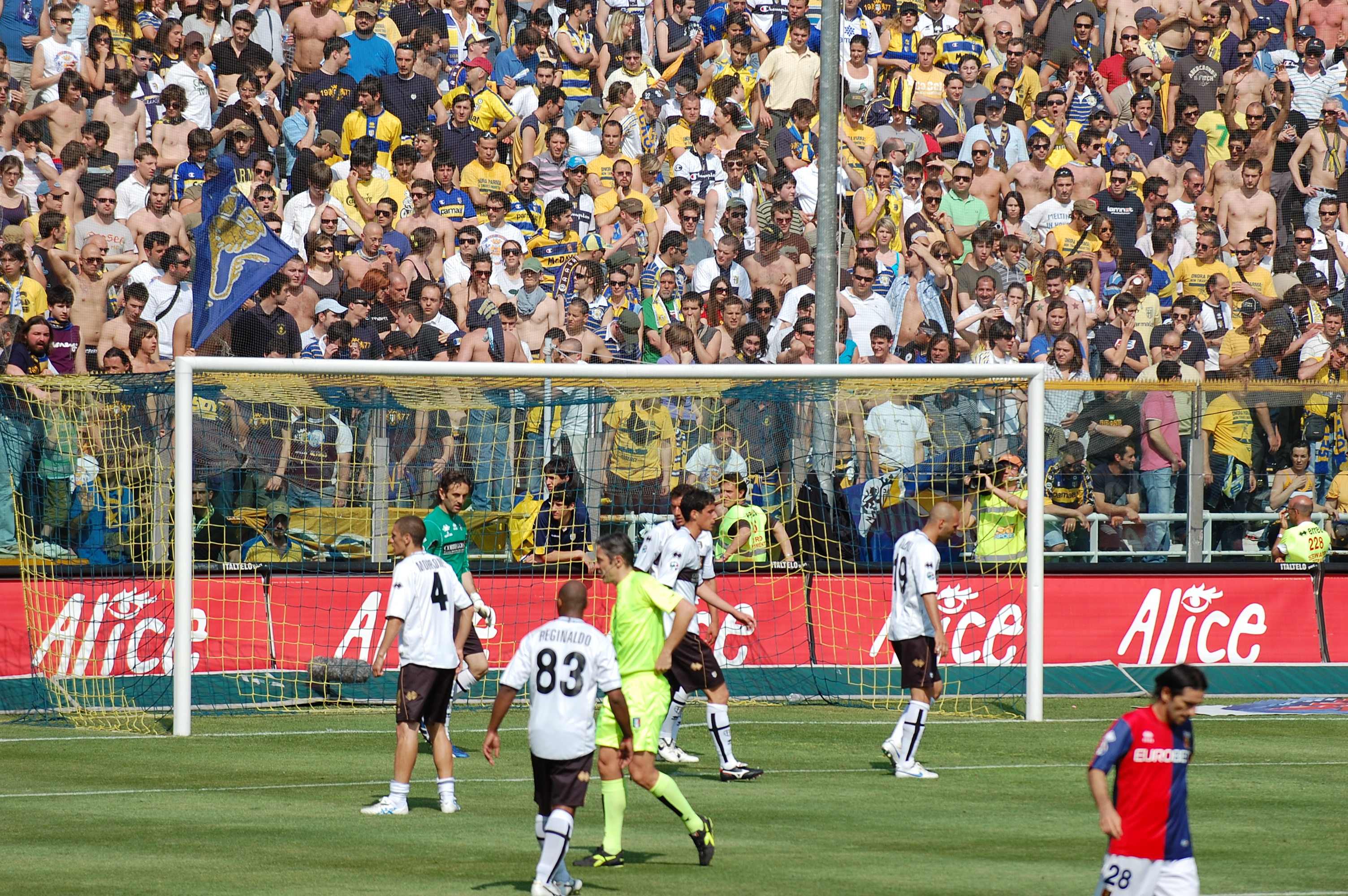
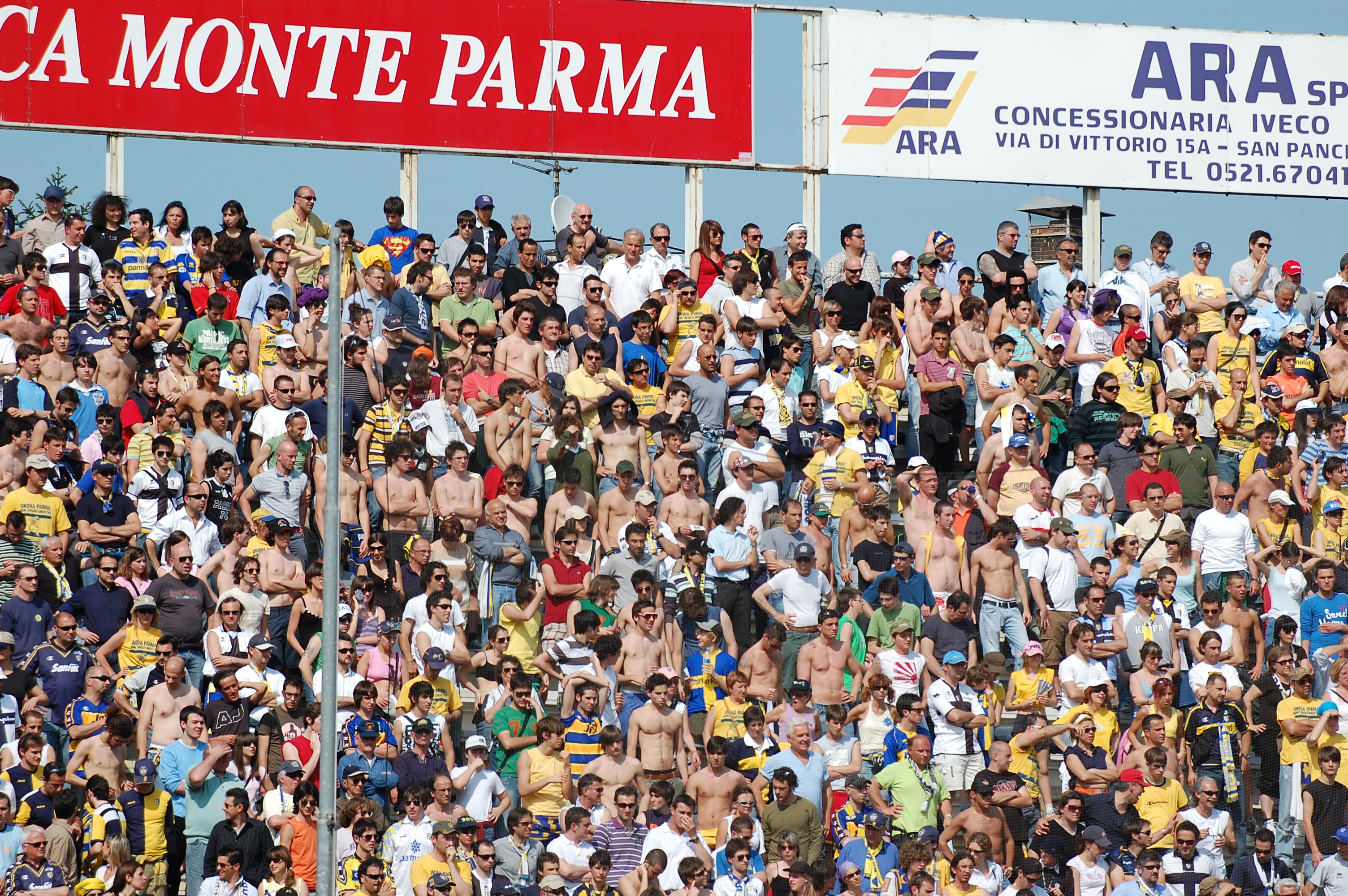